# Volkshochschule Straubing
Die Volkshochschule Straubing (kurz VHS Straubing) ist eine öffentliche Einrichtung der Erwachsenen- und Weiterbildung in Trägerschaft der Stadt Straubing. Die Volkshochschule Straubing kooperiert mit Volkshochschulen im niederbayerischen Umland und darüber hinaus.

## Geschichte

### Vorläufer
- 1849 Gründung des Arbeiterbildungsvereins Straubing
- 1853 Gründung des Katholischen Gesellenvereins
- 1902 Gründung des Ortsvereins Straubing als Sektion des katholischen Preßvereins für Bayern
- 1903 Dürerbund in Straubing aktiv
- Am 10. Oktober 1922 wurde in Straubing ein Volksbildungsverband gegründet, die „Arbeitsgemeinschaft für Volksbildung“. Diese Arbeitsgemeinschaft koordinierte die volksbildnerischen Aktivitäten in der Stadt und bot bald auch selbst Weiterbildungskurse an.[2]
- 1939 erfolgte die sogenannte „Neugestaltung der Erwachsenenbildung“ in der NS-Organisation Kraft durch Freude (KdF).

### Städtische Volkshochschule
Am 19. Januar 1947 wurde das städtische Volksbildungswerk Straubing als städtische Einrichtung wiederbegründet. 1978 entstand aus dem Volksbildungswerk die Städtische Volkshochschule Straubing als kommunale Einrichtung. Zu dieser Zeit nutzte sie ausschließlich Klassenzimmer in Schulen. 1986 kamen neue Räume in der Berufsschule am Stadtgraben hinzu und 1996 konnten erste eigene Räume und Büros im ehemaligen Franziskanerkloster bezogen werden. Hier wurde das erste VHS-Bildungszentrum aufgebaut, das bis Mitte 2013 genutzt wurde.
2002 wurde die städtische Volkshochschule als Volkshochschule Straubing gemeinnützige GmbH (gGmbH) gegründet. Ihr Zweck ist die Förderung der Bildung Erwachsener und Heranwachsender, alleinige Gesellschafterin ist die Stadt Straubing. Als eine von wenigen der 190 bayerischen Volkshochschulen (Stand 2013) firmiert die vhs Straubing als Unternehmen in der Rechtsform der gemeinnützigen GmbH (gGmbH).
2008 erreichte die jährliche Hörerzahl mit rund 14.000 ihren Höchststand, brach auf knapp 10.000 Hörer ein und entwickelte sich mit leicht fallender Tendenz – seit 2014 ist eine leicht steigende Anzahl der Teilnehmer zu verzeichnen. Nach einem heftigen Einbruch während der Corona-Pandemie steigen die Zahlen wieder leicht.
2014 wurde das neue VHS-Haus eingeweiht. In dem ehemaligen Fabrikgebäude entwickelte sich die Volkshochschule weiter. Mit dem VHS-Haus entstand ein barrierefreies Zentrum der Erwachsenenbildung. Zur Ausstattung zählen Seminarräume, EDV-Schulungsräume, Gymnastikräume, Entspannungsräume, Werkräume, eine Lehrküche, die Büros der Geschäftsstelle sowie dem Aufenthaltsraum. Sie nutzt in Straubinger Schulen und bei anderen Kooperationspartnern Turnhallen und andere Räumlichkeiten.

## Angebot
Im Rahmen des satzungsmäßigen Auftrags der VHS Straubing werden Kurse in den Bereichen Gesellschaft/Leben, Berufliche Bildung, EDV/Multimedia/Grundbildung, Sprachen, Gesundheit und Kultur/Gestalten angeboten und dazu auch weitere Veranstaltungen wie Vorträge und Vermittlung von Bildungsreisen/Fahrten.
Darunter sind auch zielgruppenorientierte Veranstaltungen für die aktive Generation 55+, nur für Frauen, für Eltern und Kinder und auch für Kinder und Jugendliche („junge vhs“) zu finden.
Die Angebote erreichen auch das Umland, insbesondere den Landkreis Straubing-Bogen, der über eine eigenständige Volkshochschule mit Sitz in Oberalteich und einigen Außenstellen verfügt.

### Prüfungszentrum
An der VHS können Sprachenzertifikate, der Xpert Business (XB) erworben werden und die VHS ist Prüfungszentrum für den Europäischen Computerführerschein ICDL.

### Herzogstadtlauf
Im Jahr 2009 initiierte sie den ersten Halbmarathon in Straubing, es traten über 850 Läufer zu diesem Volkslauf an. Seit 2011 fanden die weiteren Herzogstadtläufe unter der direkten Leitung der Stadt Straubing statt, die VHS ist indirekt, durch Vorbereitungskurse und bis 2013 als Mitausrichter, beteiligt.

### Kinder und Jugendliche
Zusammen mit der Bürgerstiftung Straubing initiierte sie im Jahr 2012 die KinderUni Straubing. Die KinderUni führt Kinder und Jugendliche im Alter zwischen 8 und 14 Jahren in erstes wissenschaftliches Denken ein. In einem Vorlesungsraum am Wissenschaftszentrum Straubing besuchen Kinder und Jugendliche drei Vorlesungen pro Semester. Seit 2015 koordiniert die VHS in Kooperation mit der Bürgerstiftung und der Seilermeister Regensburger Stiftung die FerienAkademie Straubing, in diesem Rahmen wird den Kindern Themen zu Sprache, praktisches, musisches, künstlerisches und textiles Gestalten, Kochen bis hin zu Multimedia angeboten.

### Modernisiertes Angebot
Eine deutlich größere Reichweite haben Kurse aus den sogenannten Erweiterten Lernwelten, die in der Region momentan allein durch die Volkshochschule Straubing angeboten werden. Diese ermöglichen eine Teilhabe an der digitalen Gesellschaft – nicht nur in klassischen EDV/IT/Multimedia-Kursen, sondern insbesondere in Veranstaltungen anderer Bereiche, wie z. B. dem vhsStrickMooc (Mitveranstalter) und Rückenfit mit e-Co@ching.
Die VHS arbeitet auch an erweiterte Lernwelten – die VHS in der digitalen Gesellschaft mit. Die Grundidee „erweiterte Lernwelten“ fußt auf dem Gedanken, dass Lernen mit Unterstützung des Internets den geschlossenen Lernalltag der klassischen Unterrichtskultur öffnet und diesen zugunsten der Lernenden inhaltlich, sozial und räumlich ausweitet. Erweiterte Lernwelten sind als Grundkonzept, das der Praxis der miteinander verwobenen, analog-digitalen Realität entspricht, zu verstehen. Dieses Konzept bekommt überregionale Aufmerksamkeit auf der 10. Fachtagung („Perspektive Didaktik – Bildung in erweiterten Lernwelten“) des W. Bertelsmann Verlages im Oktober 2014.
Das klassische Präsenzlernen wird mehr und mehr um Online-Elemente erweitert.
- 2008 und 2009 wurden erste Schritte mit blended-Learning-Kursen auf der Plattform vhs-Freelearning.de gemacht.[16]
- Im Jahr 2014 war die vhs Straubing eine der sechs deutschen Volkshochschulen, die den ersten vhs-Massive Open Online Course (vhsStrickMooc) für Teilnehmer angeboten und mit ergänzenden Präsenzterminen vor Ort durchgeführt haben,[17] der mit über 600 eingeschriebenen Teilnehmern[18] den gesamten deutschsprachigen Raum erreichte – die VHS produzierte dafür drei der 12 Tutorials,[19] und das „Teaser-Tutorial“[20] die alle auch auf YouTube zu finden sind. Die Moderation aller zehn Tutorialveröffentlichungen wurde „live aus dem virtuellen Klassenzimmer“ aus Straubing per Adobe Connect übertragen.[21]
- 2015 startete sie im Bereich Gesundheit das online-gestützte Angebot Rückenfit mit e-Co@ching mit Präsenzterminen[22][23] und sie bietet als Unterstützerin des ichMOOC – Mein digitales Ich in Straubing begleitende Veranstaltungen an, die MOOCBars.[24]
- Seit 2021 veröffentlicht die Straubinger VHS mit dem Start der neuen Plattform onlinevhs.bayern alle online-Veranstaltungen bayernweit.[25]

## Kooperationen mit anderen Volkshochschulen

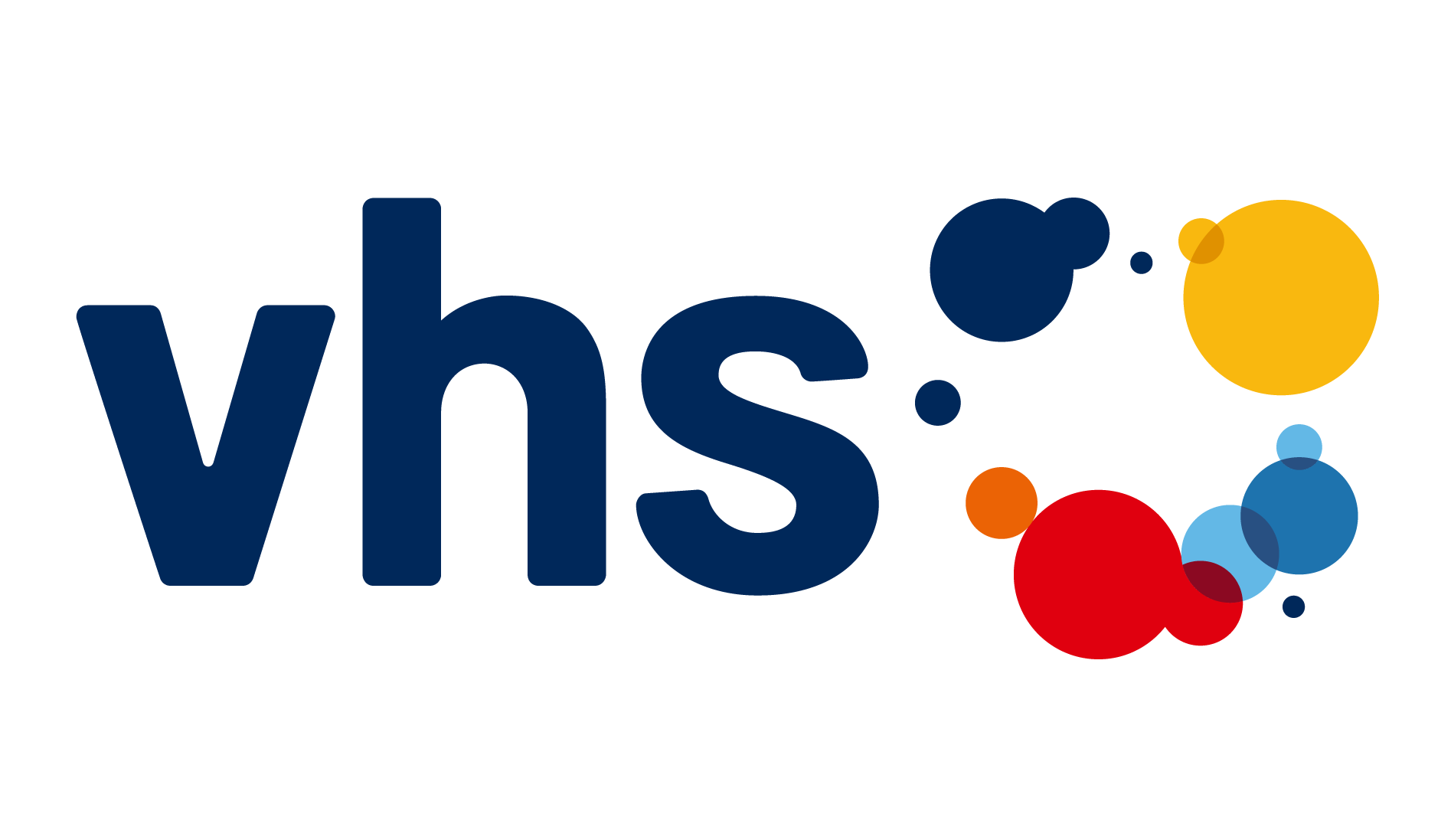
Logo des Deutschen Volkshochschul-Verbandes

Die Volkshochschule Straubing ist Mitglied im Bayerischen Volkshochschulverband, dem Dachverband der bayerischen Volkshochschulen, der wiederum Mitglied im Deutschen Volkshochschul-Verband ist, dem Dachverband der 16 VHS-Landesverbände.
Um auch Kurse anbieten zu können, die den besonderen Herausforderungen im ländlichen Raum entsprechen, bietet die VHS auch Kurse in Kooperationen mit einigen anderen Volkshochschulen an. Das ermöglichte Interessierten, auch weiterführende Module besuchen zu können. Eine Kooperation mit niederbayerischen und oberpfälzischen Volkshochschulen ermöglichte, mit dem Angebot vhs Kultur, in den Jahren 2014 und 2015 die kulturelle Bildung.